# 贝尔图维尔
贝尔图维尔（法語：Berthouville，法語發音：[bɛʁtuvil]）是法国厄尔省的一个市镇，位于该省西部，属于贝尔奈区。

## 地理
贝尔图维尔（49°10'46"N, 0°38'5"E）面积7.53 平方千米，位于法国诺曼底大区厄尔省，该省份为法国北部内陆省份，北起滨海塞纳省，西接奧恩省和卡爾瓦多斯省，南至厄尔-卢瓦省，东临瓦兹省、瓦兹河谷省和伊夫林省。
与贝尔图维尔接壤的市镇（或旧市镇、城区）包括：布瓦内、布瓦西朗贝维尔、埃克芒维尔、莫尔桑、普拉讷。

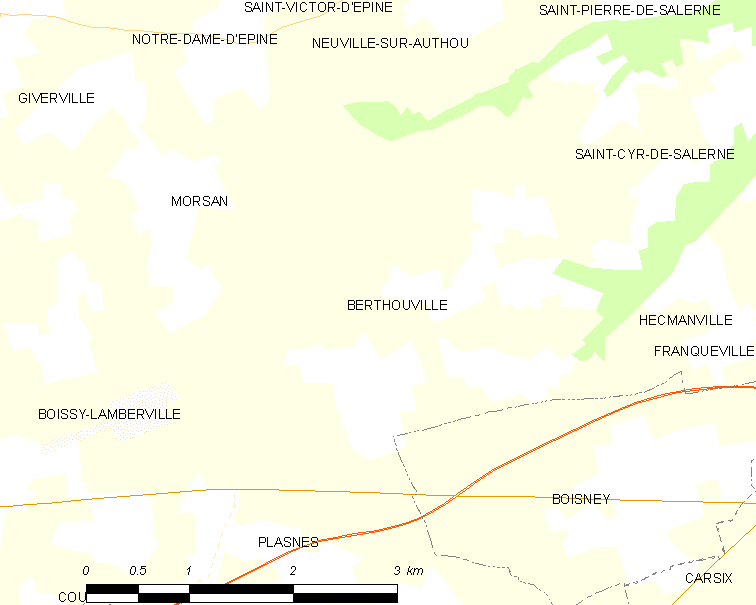
贝尔图维尔的OSM定位图

贝尔图维尔的时区为UTC+01:00、UTC+02:00（夏令时）。

## 行政
贝尔图维尔的邮政编码为27800，INSEE市镇编码为27061。

## 政治
贝尔图维尔所属的省级选区为布里奥讷县。

## 人口

1962-2008年间贝尔图维尔人口变化图示

贝尔图维尔于2022年1月1日时的人口数量为336人。